# Pozemní komunikace v Česku
Pozemní komunikace v České republice se podle Zákona o pozemních komunikacích (13/1997 Sb.) dělí na čtyři základní kategorie: dálnice, silnice, místní komunikace a účelové komunikace. Základ silniční sítě byl vybudován v letech 1740–1850. Snahy o výstavbu sítě dálnic sahají do 30. let 20. století, výstavba prvního dálničního úseku byla zahájena v květnu 1939 a dokončena v roce 1971 a od té doby je síť dálnic a rychlostních silnic postupně rozvíjena.

## Historie

### Do 17. století
Místní i dálkové cesty vznikaly přirozeně všude, kam pronikla civilizace. Stezky byly původně jen ušlapané nebo uježděné povozy, upravené pouze v nezbytných místech – odkopy na svazích, odstraněním překážek, popřípadě zpevněním močálovitých míst hatěmi nebo hrubě otesanými kmeny stromů. Vodní toky byly překonávány mělkými brody nebo přívozy. Ne vždy byly cesty pevně situovány; pokud byly v měkkém podloží vyjety příliš hluboké koleje, hledali vozkové často sjízdnější cestu okolním terénem. Zhruba v době zániku otrokářství a postupné kolonizace území koncem 12. století vzrůstal obchod a stezky se postupně živelně měnily v cesty, situování bylo stabilnější a mnohde byly zpevňovány pískem nebo oblázkovým štěrkem. Od 13. století se obchodní spoje přesměrovávaly k nově zakládaným městům a cesty začaly být systematicky budovány. Vrchnost byla oprávněna vybírat mýtné na údržbu, k níž pak bylï nuceni robotníci a byla prováděna většinou nedostatečně. Kupecké vozy se stávaly častou kořistí lapků. Z bezpečnostních důvodů měla vrchnost povinnost vysekávat lesy kolem cest na vzdálenost „co by dohodil kamenem obepjatým prsty“, ale i tuto povinnost zanedbávala.
Teprve za vlády Karla IV. (polovina 14. století) došlo k podstatnému rozšíření sítě cest, cesty začaly být systematicky opravovány a na nebezpečných místech střeženy a loupežnictví bylo přísně trestáno. To usnadnilo příliv kupců a podnikatelů, zakládání nových měst a tržišť a rozvoj nových odvětví. Za první silnici (neboli „silnou cestu“) na území Čech je považována cesta z Prahy do Vídně, vybudovaná v této době.
V husitském období (15. století) se stav cest zhoršil a obchod upadl. Ani v pohusitské době se o silnice nikdo příliš nestaral. V 1. polovině 17. století platilo nařízení, že tyto musí být po obou stranách vymýceny na dostřel pistole nebo na šířku, co by se volně obrátil vůz se šesti koňmi.

### Počátek 18. století
O systematickém budování silnic v českých zemích lze hovořit od doby vlády Karla VI. (počátek 18. století), kdy vznikla také první silniční mapa. Roku 1725 byla zřízena separační komise pro řízení silničních prací, garantem výstavby a údržby silnic se stal stát. Roku 1726 byla vydána první technická norma řešící mimo jiné konstrukci vozovky. V roce 1736 byl vydán mýtný patent, který sjednotil systém vybírání mýt. Výnosy z mýt vybíraných vrchností a městy se odváděly do silničního fondu, do nějž byl odváděn též podíl z daní od kupců, mostné i finance z císařské pokladny. Díky tomuto fondu a robotní povinnosti poddaných při stavbě císařských silnic se stav silnic lepšil a silniční síť se rozšiřovala. Výstavbu silnic financoval stát za spoluúčasti vrchnosti příslušných panství. V této době také vznikly první předpisy upravující stavbu a údržbu silnic i jejich ochranu před poškozením a nadměrným opotřebením. Koncem vlády Karla VI. byla uzákoněna i povinnost vysazování a údržby silniční zeleně a povinnost zřizovat podél nových silnic na měkkých půdách úzké vedlejší silnice, kterých se užívalo za příznivého počasí.
Roku 1727 schválil císař Karel VI. plán na výstavbu šesti hlavních silnic v Čechách, přesto se na stavu silnic do konce 18. století se na špatném stavu silnic v Čechách mnoho nezměnilo.
- Linecká silnice vedla z Prahy přes Tábor, České Budějovice a Kaplici k rakouské hranici.
- Žitavská silnice vedla z Prahy k Mladé Boleslavi, České Lípě a do Lužice.
- Říšská silnice (?) vedla z Prahy na Beroun, Plzeň a odtud do Chodska a Bavorska anebo směrem na Cheb.
- Lipská silnice vedla z Prahy do Lovosic a Ústí k saské hranici, druhá větev probíhala Slaným, Louny a Chomutovem do Saska.
- Slezská silnice vedla z Prahy na Jičín a Trutnov a do Slezska.
- Vídeňská silnice, která vedla z Prahy do Kolína, Čáslavi a Německého Brodu a dále k moravské hranici u Jihlavy a dále do Vídně.[5]

Ke konci vlády Karla VI. bylo v Rakousku vybudováno prvních deset kilometrů umělých cest, tzv. silnic francouzského typu,  jimž jako vzor posloužily cesty ze starého Říma. Základním zpevňovacím elementem bylo štětové lože: do vyhloubené trasy byly vkládány do pyramidy otesané kameny a mezery mezi nimi byly vysypávány štětem a poté i pískem a nakonec byly tyto vrstvy důkladně zdusány. Zvláště měkké podloží bylo vyztuženo kamennými deskami a teprve na ně se ukládal štět. Říkalo se jim šoseované cesty (z fr. chaussée „vozovka“). První taková silnice v Čechách byla vybudována v trase Praha–Jihlava. Na Moravě již dříve v trase (Vídeň–) Mikulov–Brno–Olomouc–Šternberk (1727–1740).

### Polovina 18. až polovina 19. století
V počátcích vlády Marie Terezie byla z důvodu válek výstavba silnic utlumena, byla zrušena robota a sníženo mýtné a další příspěvky do fondu, po válce pak byla výstavba silnic obnovena, ale na úkor údržby stávajících silnic, takže došlo k propouštění cestářů a silničních dozorců. Údržba silnic s poštovní přepravou byla předána poštmistrům, avšak toto řešení se neosvědčilo a bylo opět zrušeno. Tzv. Tereziánský patent, který vydala Marie Terezie 17. března 1778, byl prvním uceleným silničním zákonem v Rakousku a českých zemích. Přikládá velkou váhu údržbě silnic a silniční personál vybavuje velkou pravomocí k ochraně silnic. Z počátku platil patent jen na státních silnicích, ale postupně se přenesl i na zemské a okresní. O průtah obcemi a 190 m před a za obcí se staraly obce. Ustanovení se v pozměněné podobě dochovala až do dnešní doby.
Za Josefa II. byla část státních silnic převedena do údržby panství a obcí a zbývající byly propachtovány. Toto opatření bylo po čase opět zrušeno, ale způsobilo na silnicích škody, protože údržba byla prováděna nekvalitně. Reformy Josefa II. v údržbě silnic jsou považovány za uspěchané, nekoncepční a v neprospěch stavu silniční sítě.
Roku 1804 byla zavedena tzv. „dobrovolná konkurence“, kdy se na financování výstavby podílela z podstatné části ze ctižádosti místní vrchnost a ti nejlepší, například hrabě Valdštejn, byli císařem vyznamenáváni. Bezplatně na výstavbě pracovali robotníci. Obecně byl tento systém úspěšnější v Čechách než na Moravě. V některých případech byla dobrovolnost podpořena vojenskou asistencí. Dvorským dekretem z roku 1803 
byla normalizována šířka silnic. Císařským patentem z roku 1804 byla stanovena pravidla, jak budou ke stavbě silnic přispívat země, vrchnost a poddaní. Z téhož období pocházejí i ustanovení o silniční policii, silničním personálu, o právním vztahu k sousedním pozemkům a technických náležitostech stavby.
Podle provozovatele byly silnice rozlišeny na erární (říšské, císařské), zemské, okresní, obecní a soukromé. Pro všechny typy byl předepsán podobný příčný profil, lišily se však jednotlivými parametry, pro obecní silnice byly pouze doporučené. Šířka koruny byla pro erární (říšské) silnice předepsaná na 9,48 m (z toho vozovka 6,32 metru a bankety po 1,58 metru), pro zemské silnice 6,50 metrů (vozovka 4,70 metru a bankety po 0,90 metru), pro okresní 6,00 metrů (vozovka 4,20 metru a bankety po 0,90 metru) a pro obecní 5,00 metrů (vozovka 3,50 metru a bankety po 0,75 metru). Okraje silniční koruny, tzv. bankety, se nazývaly též lavičky, krajnice či chodníky, zlidovělé označení pangejt postupně přešlo spíše na příkopy. Vypuklost silniční koruny byla předepsána 1:30 u erárních silnic a 1:20 u ostatních silnic. Vozovka byla tvořena na uválcované pláni vrstvou štětu (kameniny) s mezerami vysypanými drobným štěrkem, další vrstvu tvořil tvrdý štěrk a vrchní vrstva byla tvořena uválcovaným pískem. Počátkem 20. století se pro válcování státních silnic začaly používat parní válce. U erárních silnic byla předepsaná výška kameniny 55 cm a štěrku 20 cm, pro zemské silnice 35 a 15 cm, pro okresní silnice 25 a 10 cm a pro obecní silnice 20 a 10 cm. Šířka dna příkopů byla pro erární silnice 63 cm, pro zemské silnice 50 cm a pro okresní a obecní silnice 40 cm. Maximální stoupání erárních silnic bylo 4,70 %, zemských silnic 5,50 % a okresních silnic 6,25 %.
Výstavba nejdůležitějších silnic byla provedena v období let 1740–1850, často přes odpor šlechty, která se bránila zabírání svých pozemků. Zemské cesty byly většinou jen vyježděné cesty různé šířky, někdy ohraničené hliněnými valy. Státní, tedy císařské silnice byly budovány podle francouzského vzoru od konce 40. let 18. století. Do konce 18. století bylo v Čechách vybudováno necelých 1 400 kilometrů silnic, na Moravě a ve Slezsku byla výstavba pomalejší. Na počátku 19. století rychlý růst objemu přepravy zboží přispěl k urychlení výstavby silnic v českých zemích. Kolem roku 1850 byla základní silniční síť v Čechách a na Moravě v zásadě dobudována; dosáhla délky přes 4 000 kilometrů.

### Polovina 19. až polovina 20. století
Nástup a rozvoj železnice ve druhé polovině 19. století vedl k poklesu významu dálkových silnic a k většímu důrazu na dobudování sítě kvalitních místních, tzv. okresních silnic, zřizovaných a udržovaných tzv. okresní konkurencí, budovaných z daňových výnosů, většinou s příspěvkem zemí. Správa okresních silnic byla legislativně upravena v roce 1864 v Čechách, v roce 1877 na Moravě a v roce 1887 ve Slezsku. Moravský zákon č. 38 z roku 1877 dělil nestátní silnice na zemské, okresní I. a II. třídy a obecní. O stavbách a údržbě okresních silnic rozhodovaly silniční výbory v působnosti soudních okresů, silniční výbory byly řízeny zemskými výbory, a to buď přímo, anebo prostřednictvím tzv. dozorčích okresů.
Roku 1927 byl v Československu zřízen při ministerstvu veřejných prací státní silniční fond, který sloužil k získání a rozdělování finančních prostředků pro zlepšování silniční sítě, přičemž tento zákon umožňoval vyvlastnění pozemku pro výstavbu silnice, a to výlučně k účelům obrany státu a vždy za náhradu za cenu obecnou. Prováděcí vyhláška důvody vyvlastnění rozšířila.
V roce 1928 byla činnost silničních výborů převedena na tzv. okresní výbory. Na základě tzv. inkameračního programu bylo mnoho okresních silnic převedeno do sítě státních silnic, čímž byla vyrovnána hustota státních silnic v jednotlivých regionech.

### Po druhé světové válce
Podle zákona 147/1949 Sb. přešlo vlastnictví dosavadních zemských, okresních, vicinálních a veřejných cest na stát, vyvlastnění bez náhrady. Zároveň se zařízení a příslušenství silnic stalo jejich součástí. § 3 zákona č. 135/1961 Sb. Národního shromáždění, o pozemních komunikacích, oddělil státní správu pozemních komunikací, která zůstala národním výborům či ministerstvu dopravy (silničními správními orgány), od jejich majetkové správy, kterou byly pověřeny státní rozpočtové organizace (správci komunikací). Dozor nad provozem, vydávání řidičských oprávnění, přestupkovou agendu a evidenci řidičů i vozidel měly v působnosti dopravní inspektoráty Veřejné bezpečnosti.
Na základě zákona č. 565/1990 Sb., o místních poplatcích, mohou obce zpoplatnit vjezd s motorovým vozidlem do vybraných míst a částí měst a vyhrazení trvalého parkovacího místa. Novelizační zákon 213/1993 Sb. připustil provozování některých úseků dálnic na základě koncese. Zákonem č. 134/1994 Sb. umožnil zpoplatnění provozu na dálnicích a rychlostních silnicích. Na základě zákona č. 172/1991 Sb. byla část státního majetku, například místní komunikace, převedena na obce, které znovu získaly právní subjektivitu. 
Nový zákon o pozemních komunikacích č. 13/1997 Sb. pak téma pozemních komunikací zásadněji rekodifikoval. Novelizačním zákonem č. 132/2000 Sb. v souvislosti se zřízením samosprávných krajů přešly silnice II. a III. třídy ke dni 1. 10. 2001 z vlastnictví státu do vlastnictví krajů. Na základě smluv mezi krajským správcem silnic a ministerstvem dopravy spravují kraje i mnoho úseků silnic I. třídy, vlastněných nadále státem. Působnost silničních správních orgánů se částečně podobá vlastnickému rozdělení veřejných komunikací, avšak není zcela shodné: silničním správním orgánem pro nerychlostní silnice I. třídy je kraj, nikoliv ministerstvo dopravy, a působnost ve vztahu k místním komunikacím (i veřejně přístupným účelovým komunikacícm) mají pouze obecní úřady obcí s rozšířenou působností, nikoliv všechny obecní úřady. Podobně je rozdělena i působnost speciálních stavebních úřadů pro pozemní komunikace.

## Evidence a kategorizace

### Historie
Někdy v době těsně po rozpadu Rakouska-Uherska vyšla silniční mapa Čech, která označovala „říšské silnice“ barevně podle směru (modrá od jihu k severu, červená od západu k východu, zelená a fialová od jihovýchodu k severozápadu, žlutá a hnědá od jihozápadu k severovýchodu), přičemž podle legendy „barevné značení provedeno jest v přírodě na cestních sloupech, milnících (kilometrových kamenech), v hustě zastavených obcích pak na nárožích domů a t. p.“ Označení říšských silnic (není zřejmé, zda pouze v mapě anebo i v terénu) podle mapové legendy provedl stavební rada Bradaczok v Praze. Silnice v této mapě nejsou nijak číslované. Typem čáry jsou kromě říšských silnic rozlišeny ještě „hlavní silnice“ a „okresní silnice“.
Pozemní komunikace v České republice se dnes podle Zákona o pozemních komunikacích (13/1997 Sb.) dělí na čtyři základní kategorie: dálnice, silnice, místní komunikace a účelové komunikace.
Název „silnice“ jako vžité označení používá již Tereziánský patent z roku 1778. Termín dálnice se poprvé objevil ve vládním nařízení č. 372/1938 o stavbě dálnic a silnic. Termínem místní komunikace byl nahrazen dřívější pojem obecní cesta. Na síť místních komunikací původně navazovala veřejně přístupná prostranství, cesty a ulice, které dnes jsou považovány vesměs rovněž za místní komunikace. Pojem účelová komunikace byl zaveden silničním zákonem z roku 1961. Silniční zákon č. 135/1961 Sb. poprvé shrnul právní úpravu všech typů pozemních komunikací do jediného zákona, do té doby místní komunikace žádné regulaci nepodléhaly.
K označení silnic se do roku 1946 používalo především názvů, ale ty nebyly zcela stabilizované. Číslování zpočátku nebylo stabilizované, ale v každém vydání úřední mapy státních silnic či úředních výnosů bylo jiné, v některých mapách se objevovalo i barevné značení. Kupříkladu do roku 1934 měla hlavní státní silnice z Prahy na Kolín číslo 4, z Prahy na Benešov číslo 6, z Prahy na Strakonice číslo 8, z Prahy na Plzeň číslo 2, z Prahy na Slaný a Karlovy Vary číslo 14, z Prahy na Velvary a Teplice číslo 44, z Prahy na Mělník číslo 37, z Prahy na Mladou Boleslav číslo 33 a z Prahy na Poděbrady a Hradec Králové číslo 29. Od roku 1934 měla hlavní státní silnice z Prahy na Kolín číslo 16, z Prahy na Benešov číslo 48, z Prahy na Strakonice číslo 45, z Prahy na Plzeň číslo 39, z Prahy na Slaný a Chomutov číslo 12, z Prahy na Velvary číslo 45, z Prahy na Mělník číslo 43, z Prahy na Mladou Boleslav číslo 24 a z Prahy na Poděbrady a Hradec Králové číslo 30. Číslování z října 1937 vycházelo z abecedního řazení silnic podle názvů, takže nejnižší číslo (1) měla silnice Benešov–Jihlava a nejvyšší číslo (62) silnice Železná Ruda–Teplice. Za protektorátu byly silnice očíslovány podle německého systému. 
Dnešní systém číslování silnic má základ v roce 1946, kdy bylo očíslováno 60 státních silnic I. třídy v Čechách a na Moravě. Zbylé státní silnice byly zařazeny do II. třídy, ostatní zůstaly jako okresní, na Slovensku a Podkarpatské Rusi vicinální. Někdy v té době byly také očíslovány silnice I. třídy na Slovensku čísly 61–68 a silnice II. třídy na Slovensku od čísla 500 výše. Na základě zákona č. 147/1949 Sb. převzal silnice stát, o čemž se v Československu uvažovalo už od 30. let. V roce 1950 byla vydána vyhláška, která silnice roztřídila do tří tříd a očíslovala, přičemž za základ vzala číslování silnic I. třídy z roku 1946. První úseky dnešní dálnice D1 byly zpočátku značeny jako silnice I/3 (Praha – Mirošovice) a I/2 (od Brna a Bratislavy). Původní číslování silnic I. třídy začínalo pražskými výpadovkami ve směru hodinových ručiček, následovalo 11 silnic ve směru západ–východ číslovaných od severu k jihu (13–23), příčné silnice číslované postupně od západu na východ (24–34), skupina silnic č. 35–41, číslovaná postupně od severovýchodu k jihozápadu, silnice v okolí Brna (okruh č. 42, radiály 43–52) a pak doplňkové moravské skupiny 53–55 a 56–60.

### Současnost
Silnice jsou očíslovány v rámci jednotného celostátního systému a rozděleny podle dopravního významu a stavebně-technického vybavení do tří tříd (I., II. a III.). Čísla silnic I. třídy (jednociferná a dvouciferná) a II. třídy (trojciferná) jsou vyznačena u silnic i v běžných mapách, čísla silnic III. třídy (čtyřciferná a pěticiferná) jsou uvedena jen v některých speciálních mapách, ale v terénu se zpravidla samostatně neznačí. Rychlostní komunikace jsou z hlediska evidence značeny jako silnice I. třídy (či místní komunikace I. třídy) či jejich úseky, v některých informačních materiálech se neoficiálně odlišují písmenem R přidaným před číslo silnice (na Slovensku již bylo toto odlišení oficializováno). Před číslo silnice se často přidává označení její třídy oddělené lomítkem. Číslo silnice většinou neoznačuje silnici jako stavební celek, ale jako trasu, které může vést po různých silnicích různého stáří, původu a technického provedení. Většinou patří k silnici i její průtah zastavěnými částmi měst a vesnic, pouze v Praze byly původní úseky silnic na území města překategorizovány na místní komunikace. Kilometrovníky se umisťují jen na dálnice a komunikace I. třídy.
Dálnice se označují písmenem D, za nímž následuje číslo dálnice (D1, D2, D3, D5, D8, D11). Čísla dálnic jsou vesměs odvozena z čísel silnic I. třídy, které jimi byly nahrazeny, ačkoliv formálně tvoří čísla dálnic samostatnou číselnou řadu.
Místní komunikace se rozdělují do čtyř tříd (I., II., III., IV.), přičemž první tři třídy jsou obdobné třídám silnic, do IV. třídy patří nemotoristické komunikace (pěší, cyklistické) a komunikace se smíšeným provozem (obytné zóny apod.). Pro evidenční účely mají být očíslovány v rámci obce, přičemž pro každou třídu komunikací se používá samostatná číselná řada a třída se rozlišuje písmenem a, b, c nebo d připojeným za číslem komunikace – číslování místních komunikací se však obvykle nepoužívá pro orientaci v obci, v běžných mapách či plánech ani v úředních rozhodnutích a nebývá obecně známé.
Účelové komunikace nepodléhají systematické zákonné kategorizaci, číslování ani evidenci, technické normy však rozlišují 1. až 4. třídu lesních cest a polní cesty (základní rozlišení je na hlavní, vedlejší a doplňkové).
Technické normy používají kategorizaci, která je se zákonnou kategorizací do jisté míry analogická. Písmenem se rozlišují základní návrhové kategorie: D – dálnice, R – rychlostní komunikace, S – silnice, M – místní komunikace (MR rychlostní, MS sběrná, MO obslužná, MST nebo MOT s provozem tramvají), P – polní cesta), za nímž se uvádí kategorijní šířka v metrech a za lomítkem návrhová rychlost komunikace.
Funkční třída komunikace se označuje písmeny A–D (A je nejvyšší třída) ve spojení s číslicí (např. B2, D3 atd.).

## Právní rámec
Výstavbu, správu, údržbu, základní právní vztahy, zvláštní užívání komunikací sankce za poškození či znečištění komunikace atd. upravuje Zákon o pozemních komunikacích (Silniční zákon, 13/1997 Sb.), podmínky a pravidla provozu, dopravního značení a řidičských oprávnění a sankce za přestupky v provozu stanoví Zákon o provozu na pozemních komunikacích (361/2000 Sb.) a jeho prováděcí vyhlášky, technické požadavky na vozidla stanoví Zákon o podmínkách provozu vozidel na pozemních komunikacích (56/2001 Sb.) a jeho prováděcí vyhlášky, podnikání v oboru přepravních služeb v osobní a nákladní dopravě upravuje Zákon o silniční dopravě (111/1994 Sb.). Trolejbusové a tramvajové dráhy a jejich provoz upravuje též Zákon o dráhách.
Dálnice, silnice a místní komunikace spadají vždy do režimu obecného užívání pozemních komunikací kýmkoliv obvyklým způsobem a k obvyklému účelu a ze zákona je musí vlastnit veřejnoprávní subjekt: dálnice a silnice I. třídy stát, silnice II. a III. třídy kraj, místní komunikace obec, na jejímž území leží. Podléhají také povinné evidenci. Jízda po dálnicích a rychlostních komunikacích a parkování v některých obcích je zpoplatněno, jinak je obecné užívání ze zákona bezplatné.
Účelová komunikace může mít i soukromého vlastníka, její definice není ostrá a vyvolává výkladové spory; účelové komunikace nepodléhají povinné evidenci a tuto funkci může plnit i pozemek, jehož primární účel je jiný. Zákon o pozemních komunikacích rozlišuje veřejně přístupné účelové komunikace (ty podléhají rovně obecnému užívání) a uzavřené účelové komunikace (na nichž je veřejný provoz vyloučen) a určuje, který úřad je oprávněn rozhodovat o jejich veřejné přístupnosti, avšak správně-soudní a ústavně-právní judikatura poskytuje rozdílné pohledy na to, zda základním stavem je veřejná přístupnost (kterou lze omezit pouze ze zvláštních důvodů – je sporné, jak vykládat „nezbytnost k ochraně zájmů vlastníka“, uvedenou v zákoně) nebo naopak zájem vlastníka pozemku (jehož práva lze zatížit břemenem veřejného provozu pouze se souhlasem vlastníka nebo za náhradu) a zákon nevyjmenovává dostatečně explicitně důvody, kterými lze taková rozhodnutí odůvodnit. Zatímco Nejvyšší soud ČR v jednom judikátu konstatoval, že pokud vlastník pozemku zřídí účelovou komunikaci, vztahuje se na ni obecné užívání pozemní komunikace a vlastník pak nemůže jednostranným vyhlášením zamezit jejímu obecnému užívání bez povolení příslušného správního úřadu, Ústavní soud ČR v jiném sporu naopak zdůraznil, že jediný ústavně konformní výklad je, že s omezením vlastnického práva veřejným přístupem musí vlastník příslušného pozemku souhlasit. Je-li veřejný přístup v souladu se zákonem omezen, může vlastník například zpoplatnit vjezd (obvyklé na autobusových nádražích, placených parkovištích atd.).
Dopravní značení je ze zákona součástí pozemní komunikace, v praxi však zejména některé informativní dopravní značky umisťují mnohdy i jiné subjekty. V počátcích motorismu zřizovaly směrové a výstražné značky zájmové motoristické kluby, ve 30. letech 20. století byl charakter dopravního značení změněn na veřejnoprávní.
Obecně má vlastník komunikace povinnost o ni pečovat a zajišťovat její schůdnost či sjízdnost, byť ne všechny povinnosti stanoví zákon explicitně. Povinnost vlastníka komunikace pečovat o komunikaci je odvozována pouze nepřímo ze zákonného zmocnění ministerstva vymezit podrobnosti k péči vlastníka o komunikaci a z podmíněnosti odpovědnosti za škodu. Anomálií byla do 15. dubna 2009 povinnost zajistit schůdnost chodníku (míněno zejména ošetření vlivů sněhu a ledu), která byla dříve přímo a od roku 1997 nepřímo přenášena na majitele přilehlé nemovitosti. Podíl vlastníka komunikace, účastníka provozu a případně též původce závad na odpovědnosti za škodu způsobenou například výtluky, náledím či jinými závadami je tradičním tématem výkladových a soudních sporů.

## Správa a údržba

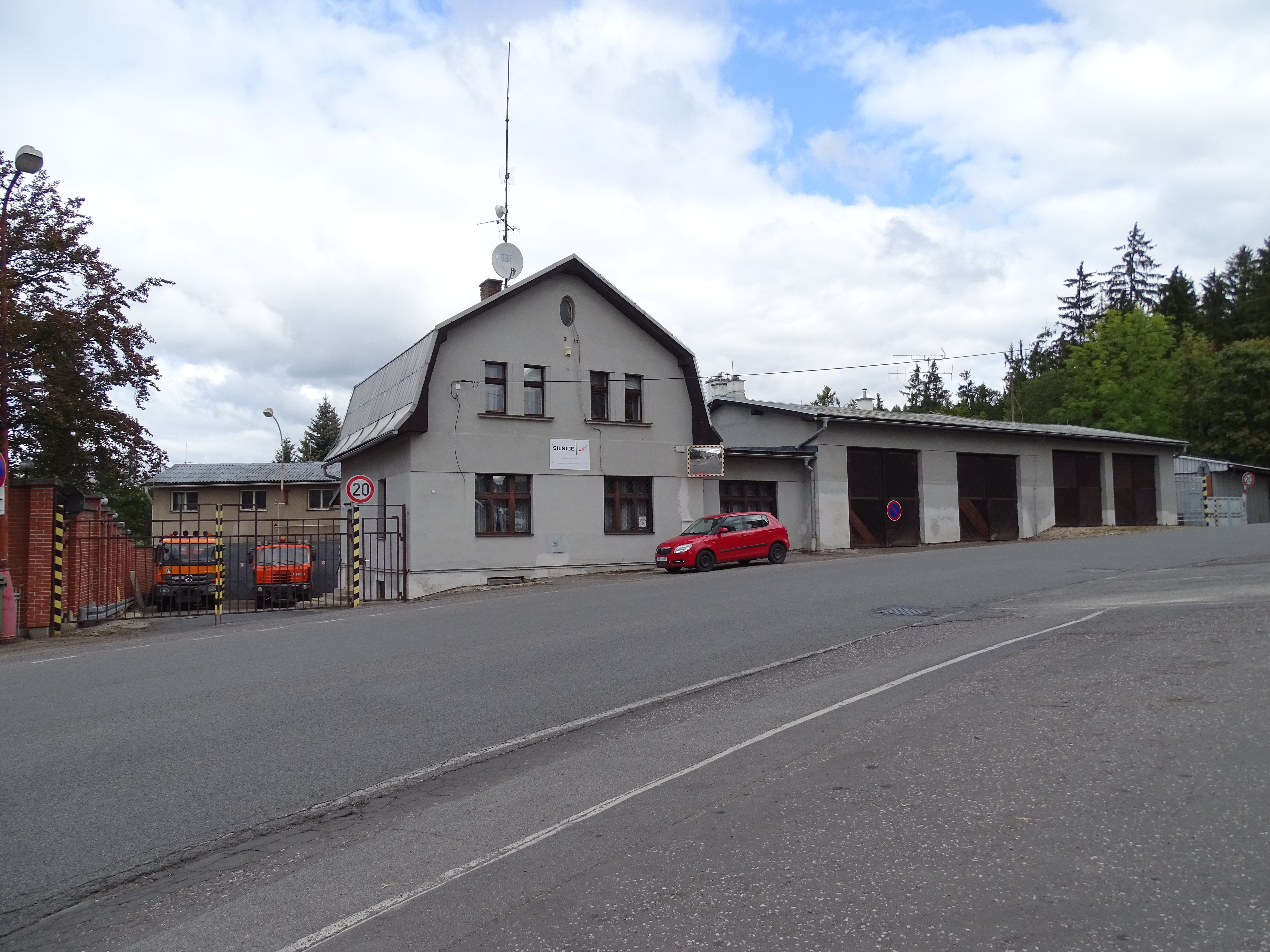
Provozovna podniku Silnice LK v Semilech

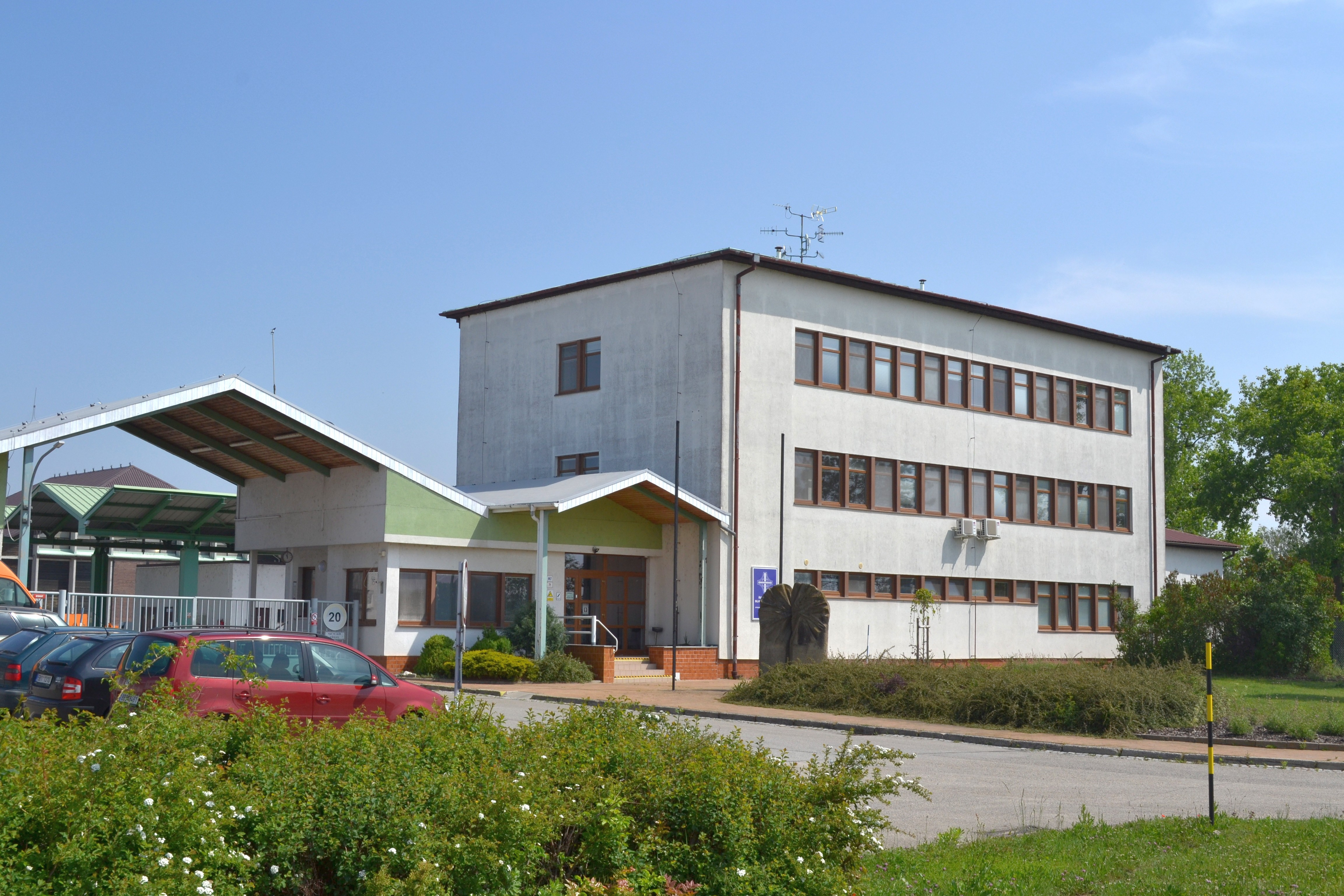
středisko Správy a údržby dálnic v Podivíně

Pro správu a údržbu pozemních komunikací ve svém vlastnictví si stát a kraje zřizují speciální organizace. Dálnice a státní silnice (silnice I. třídy) spravuje Ředitelství silnic a dálnic, státní podnik ministerstva dopravy. V krajích jsou zřízeny tyto správní organizace: 
- Krajská správa a údržba silnic Středočeského kraje, p. o.
- Správa a údržba silnic Jihočeského kraje, p. o.
- Správa a údržba silnic Plzeňského kraje, p. o.
- Krajská správa a údržba silnic Karlovarského kraje, p. o.
- Správa a údržba silnic Ústeckého kraje, p. o.
- Krajská správa silnic Libereckého kraje, p. o. od 1. 1. 2002. K 1. 1. 2012 z ní byla vyčleněna provozní část do společnosti Silnice LK a.s.
- Správa a údržba silnic Královéhradeckého kraje, p. o. byla k 1. dubnu 2007 transformována na organizaci Správa silnic Královéhradeckého kraje, p. o. a společnost SÚS Královéhradeckého kraje a.s., která byla kvůli zavádějícímu názvu k 1. 10. 2017 přejmenována na nový název ÚDRŽBA SILNIC Královéhradeckého kraje a.s.
- Správa a údržba silnic Pardubického kraje, p. o.
- Krajská správa a údržba silnic Vysočiny, p. o.
- Správa a údržba silnic Jihomoravského kraje, p. o.
- Správa silnic Olomouckého kraje, p. o.
- Správa silnic Moravskoslezského kraje, p. o.
- Ředitelství silnic Zlínského kraje, p. o., zřízeno k 1. 10. 2001; pro údržbové činnosti byly založeny Správa a údržba silnic Kroměřížska, s. r. o., Správa a údržba silnic Slovácka, s. r. o., Správa a údržba silnic Valašska, s. r. o., Správa a údržba silnic Zlínska, s. r. o.
- Technická správa komunikací hl. m. Prahy příspěvková organizace transformovaná od roku 2014 v akciovou společnost; vykonává správu silnic za hlavní město jako za kraj i jako za obec, městské části připojené po roce 1974 si však místní komunikace nižších tříd si však spravují samy. Údržbové činnosti jsou objednávány u řady soukromých společností. Pokračovatelem komunálního podniku Pražské komunikace je společnost Pražské služby a. s., v níž má město Praha většinový podíl.

Města a jiné větší obce většinou spravují své místní komunikace prostřednictvím příspěvkové organizace nebo podniku technických služeb, které často zajišťují též například odpadové hospodářství, péči o veřejnou zeleň, veřejná prostranství a veřejné osvětlení, správu hřbitovů, v některých městech i veřejnou dopravu a podobně. Menší obce častěji spravují své komunikace samy a údržbu provádějí buď vlastními pracovníky, nebo prostřednictvím dodavatelů.

## Silniční doprava
Původně si kupci zajišťovali dopravu vlastními prostředky. Později vznikla specializovaná formanská profese. Formani zajišťovali pravidelnou dopravu zboží i osob po dálkových trasách, po nástupu železnice se pak orientovali více na lokální povoznictví. Na kratší vzdálenosti fungoval leckde za úplatu i pěší donos v nůši. K síti silnic patřila i síť zájezdních hostinců, obvykle i s kovářským a kolářským servisem.

## Pravidla provozu
Formální pravidla silničního provozu se objevila až s nástupem strojního pohonu: roku 1875 byla vydána vyhláška o jízdě silničními parostroji, poté zákon č. 47/1866 čes. z. z., jímž se vydává řád policie silniční pro českou zemi, zákon č. 5/1875 mor. z. z., kterým se vydává řád policie silniční pro veřejné (neerární) silnice na Moravě, zákon č. 5/1878 slez. z. z., jímž se vydává řád policie silniční pro veřejné silnice neerární ve Slezsku, vyhláška č. 54/1886 čes. z. z., kterou se prohlašuje prozatímní řád silniční policie pro říšské silnice v Čechách, vyhláška č. 29/1892 mor. z. z., kterou se prohlašuje řád policie silniční, platný pro říšské silnice na Moravě, nařízení č. 169/1890 ř. z., jak se má chovat obecenstvo u přehrad železničních zvonítkem opatřených, pak u přechodů místních drah, opatřených výstražnou tabulkou „Pozor na vlak“, roku 1900 místodržitelské nařízení se základními požadavky na vozidla a jejich označení a první jednoduchá pravidla bezpečného řízení a jízdy a řada dalších předpisů, zpravidla zemských, upravujících například jízdu těžkých vozidel přes mosty a jiné speciální případy. Hlavní města (Praha, Brno, Olomouc) měla vlastní pravidla provozu a obecné zemské předpisy se na ně nevztahovaly. V první polovině 20. století vznikaly mezinárodní smlouvy ke sjednocení pravidel (1909 Pařížská konvence, revidovaná 1926, 1928 a 1939 pokusy Ligy Spojených národů o sjednocení dopravního značení). Pod vlivem těchto snah československé vládní nařízení č. 203/1935 Sb. zavedlo prvních pět výstražných dopravních značek a zákon č. 82/1938 Sb. s vládním nařízením č. 100/1938 Sb. položily základ systému dopravního značení. Opatření stálého výboru č. 275/1938 Sb. implementovalo do českého právního řádu mezinárodní smlouvu, v níž se Československo zavázalo k zavedení pravostranného provozu.